# Les Enquêtes de Christine Cromwell
Les Enquêtes de Christine Cromwell ou  Christine Cromwell est une série télévisée américaine, en  4 épisodes de 95 minutes, diffusée dans le cadre du ABC Mystery Movie du 11 novembre 1989
au 17 février 1990 sur ABC. 
En France, la série a été diffusée sous le titre Les Enquêtes de Christine Cromwell à partir du 20 septembre 1991 sur La Cinq. Rediffusion sous le titre Christine Cromwell du 27 août 1995 au 15 juin 1996 sur France 2.
Puis du 12 avril 1999 au 18 août 2002 sur France 3. La série a été ensuite rediffusée sur Téva et TV Breizh .

## Synopsis
Née dans un milieu privilégié, Christine Cromwell est devenue une avocate d'affaires de renom. Dans le cadre des affaires qu'elle traite, elle est parfois confrontée à des crimes impliquant la haute société...

## Fiche technique
- Pays d'origine : États-Unis
- Réalisation : Leo Penn, E.W. Swackhamer, Harry Falk, Harvey Hart
- Scénario : Sue Jett, Tony Mark, Robert Palm
- Musique composée et dirigée par : Lee Holdridge, Alf Clausen[12]
- Année de création : 1989
- Format : Couleurs
- Genre : Policier
- Durée : 4x 95 minutes

## Distribution principale
- Jaclyn Smith : Christine Cromwell (4 épisodes, 1989-1990)
- Ralph Bellamy : Cyrus Blain (4 épisodes, 1989-1990)
- Rebecca Cross : Sarah Van Allen (4 épisodes, 1989-1990)
- Celeste Holm : Samantha Cromwell (4 épisodes, 1989-1990)
- Mel Ferrer : le docteur "un des beaux-pères de Christine Cromwell" (4 épisodes, 1989-1990)
- Theodore Bikel : Horace (3 épisodes, 1989-1990)

## Épisodes
1. À bout portant (Things that go bump in the night) 11 novembre 1989
2. Les amies d'enfance (Only the Good Die Young) 9 décembre 1989
3. In vino veritas (In vino veritas) 27 janvier 1990
4. Bien mal acquis ne profite jamais (Easy come, easy go) 17 février 1990

## Autour de la série
- Jaclyn Smith est surtout connue pour son rôle de Kelly Garrett dans Drôles de dames.
- Rebecca Cross fut l'une des vedettes de la série University Hospital.
- Parmi les séries diffusées comme Christine Cromwell dans le cadre de ABC Mystery Movie, on peut citer Columbo avec Peter Falk et Banacek avec George Peppard.